# Papageno
Papageno é um personagem da ópera A Flauta Mágica, de Mozart.

## Características
É um passarinheiro, que pratica o seu ofício numa floresta, sob o domínio da Rainha da Noite.  Seu trabalho é caçar pássaros e entregá-los às Três Damas; como pagamento, ele recebe comidas açucaradas.
Papageno participará da expedição de resgate da princesa Pamina, junto ao corajoso príncipe Tamino.  Ao contrário deste, Papageno é medroso.

## Tipo de voz
Na ópera, Papageno é barítono.